# Éric Cubilier
Éric Cubilier (Nizza, 9 maggio 1979) è un ex calciatore francese, di ruolo difensore.

## Palmarès
- Coppa di Lega francese: 1

Monaco: 2002-2003
- Coppa di Francia: 1

Paris Saint-Germain: 2003-2004